# 愛丁堡路面電車
愛丁堡路面電車（英語：Edinburgh Trams）是蘇格蘭城市愛丁堡的有軌電車系統，由愛丁堡交通局營運。愛丁堡路面電車現在有一條路線，全長18.5公里，往返於利斯紐黑文區和愛丁堡機場，並途經愛丁堡新城的約克宮，總共23站。 愛丁堡路面電車開工於2008年6月，工程一度延宕，最終於2014年5月31日通車。
1998年，愛丁堡市議會首次討論在市內興建路面電車系統，並在接下來的十年內進行了相關設計。2008年6月建造工程展開，並在遇到延誤後於2014年5月31日通車，首期路段位於愛丁堡機場和約克廣場之間。 該計劃在2003年的初始估計成本為3.75億英鎊，但到2008年5月簽訂合同時，成本已上升至5.21億英鎊。 延遲後的最終成本為7.76億英鎊。
運行兩年後，愛丁堡電車實現了稅前盈利（不包括維護和基礎設施成本）並超過了最初的乘客量目標。 自 2018 年以來，它一直處於虧損狀態（例如2018年為−940萬英鎊）。2019年3月14日，愛丁堡議會投票批准將現有線路從約克廣場延伸至紐黑文，約克廣場站則被皮卡第廣場站取代。延長線於2023年6月7日開始運營。

## 歷史

### 背景
愛丁堡和利斯最初由馬車提供服務，然後從 1871 年開始，各種公司和公司開始運營馬拉車廂，然後是電纜驅動，最後是電車。首代電車系統於 1956 年 11 月 16 日結束營運。在那之後，當地公共交通包括公共汽車和有限的通勤鐵路網絡。
到 20 世紀末，英國對有軌電車重新產生了興趣，伯明翰、克羅伊登、曼徹斯特、諾丁漢和謝菲爾德重新引入了電車網絡。1990 年代，在愛丁堡重新建立電車網絡的提議開始出現，1999 年愛丁堡市議會、洛錫安和愛丁堡企業以及新愛丁堡電車公司提出了沿著王子街和利斯道到紐黑文建設電車軌道的計劃。

### 提案與協議
2001 年的愛丁堡電車提案一共有 3 條路線，即 1、2 和 3 號線。第一條是環繞北郊的環形路線，其他路線是通往西部新橋和南部紐克雷霍爾（Newcraighall）的放射狀路線。所有線路都會經過市中心。 2004 年 5 月，法國交通發展集團獲得了一份為期 15 年的運營合同，負責運營和維護電車網絡。該合同於 2009 年取消。
2006 年 3 月，蘇格蘭議會通過了兩項重新引入有軌電車網絡的法案。 1 號線和 2 號線獲得了議會的許可，但為整個網絡提供資金被認為是不可能的。 由擬議的愛丁堡擁堵費支付的 3 號線在全民公投中被嚴重否決後被廢棄，其餘兩條線路的建設分為四個階段：
- 第 1a 期 （18.5 公里），從紐黑文經王子街到愛丁堡機場，結合部分 1 號線和 2 號線
- 第 1b 期（5.6 公里），從乾草市場通過 Crewe Toll 到格蘭頓廣場，包括 1 號線的大部分剩餘部分
- 第二階段連接格蘭頓廣場和紐黑文，完成 1 號線環路
- 第三階段將機場線延伸至新橋，完成 2 號線

該計劃的未來在 2007 年受到威脅，當時蘇格蘭民族黨發表了蘇格蘭議會選舉宣言。 該黨明確表示打算取消該計劃以及愛丁堡機場鐵路線，以節省 11 億英鎊。
在蘇格蘭議會投票失敗後，蘇格蘭民族黨領導的少數派蘇格蘭政府同意繼續修建從機場到利斯的線路，條件是只會為項目作出一次性撥款。 蘇格蘭政府委託審計署編制的一份報告證實，成本預測是合理的 。2003 年該計劃的成本估計為 4.98 億英鎊，其中 3.75 億英鎊來自蘇格蘭政府，4500 萬英鎊來自愛丁堡議會。
2007 年 10 月 25 日，理事會通過了最終的商業論證。2007 年 12 月 22 日，愛丁堡市政府全資擁有的公司 Transport Initiatives Edinburgh（愛丁堡交通倡議，TIE）獲准與西班牙有軌電車製造商鐵路建設和協助公司（提供車輛）和 BBS（Bilfinger Berger 和西門子公司的財團，設計和建設網絡）簽訂合同。合同談判於 2008 年 4 月結束，施工於 2008 年 6 月開始。在此階段，該項目的成本估計為 5.21 億英鎊。 資金問題和政治糾紛導致原計劃縮減。 2009 年 4 月，委員會取消了 1b 階段，理由是經濟放緩造成收入短缺，估計可以節省 7500 萬英鎊。 格蘭頓延線也被取消。

### 建造：2007-2012

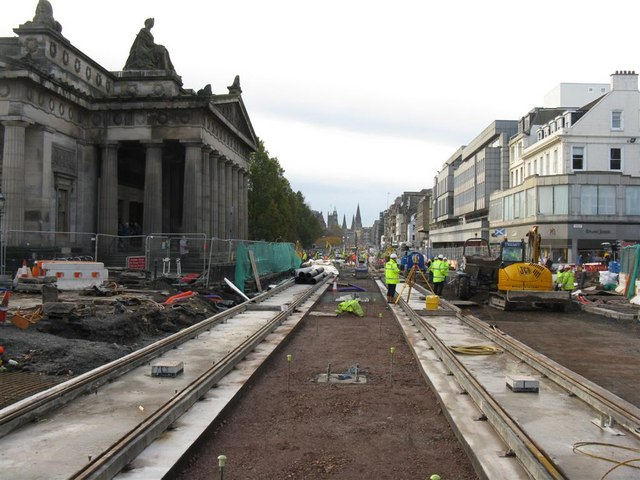
2009年11月時，王子街上正進行電車軌道安裝工程

直到 2011 年 8 月，該項目由TIE監督，該公司負責電車軌道建設的項目管理。
商業論證草案於 2007 年 3 月被蘇格蘭政府接受後，初步施工工作於 2007 年 7 月開始，地下公用設施轉移，為利斯的軌道鋪設做準備。這些工程遵循系統設計服務 (SDS) 的計劃，該服務是一個由柏誠集團和 Halcrow Group 領導的聯合設計團隊。
2008 年 5 月，建造有軌電車系統的最終合同授予了 BSC，這是一個由 Bilfinger Berger、西門子、鐵路建設和協助公司組成的財團。
電車軌道混合使用街道運行和隔離的專屬軌道，以及傳統的電車站台 。車站配有避雨處、售票機、照明和閉路電視。 車廠設於愛丁堡西郊的戈加（Gogar），靠近 A8 路環形交叉路口，就在愛丁堡玄關（Edinburgh Gateway）電車站以西。
首期路線需要在愛丁堡公園和斯滕豪斯（Stenhouse）建造橋樑以穿越鐵路線，並在戈加迴旋處附近的 A8 公路下方建造隧道。 巴爾格林（Balgreen）的一座橋被加寬了。在 乾草市場站建造電車交匯處的工程涉及拆除 C(S) 類保護建築，即位於乾草市場臺的前喀里多尼亞人酒館。
部分街道軌道鋪設了鵝卵石路面，旨在與愛丁堡街道的風格相呼應，但由於騎自行車者的反對，鵝卵石面在許多地方被拆除。電車由架空電纜供電，電纜連接到特製的電線桿上或安裝在建築物的側面。原計劃在通往紐黑文的地下和地上建設 9 個變電站，但在約克廣場至紐黑文的線路被取消興建後，首期只建造了 5 個變電站。

#### 修訂和延遲
2008 年和 2009 年，該項目在有軌電車基礎設施建設方面遇到了延誤。 2009 年 4 月，由於資金短缺，該項目的第 1b 階段被取消 。合同糾紛延遲了市中心的軌道鋪設。 2009 年 12 月，媒體報導項目預算超過 5.45 億英鎊，該系統要到 2012 年 2 月或更晚才能投入運行。與 Transdev 的運營合同於 2009 年 12 月取消，以降低成本，並宣布有軌電車將由愛丁堡交通局的子公司愛丁堡電車有限公司運營。2010 年 3 月，Bilfinger Berger 宣布預計完工日期為 2014 年。

### 合同糾紛
2009 年 2 月，由於 TIE 和 BSC 之間的合同分歧，在後者提交了額外 8000 萬英鎊資金的請求後，王子街部分的工作停止了。愛丁堡委員會認為承包商的索賠是不合理的，因為他們簽下固定價格合同。經過談判，BSC 同意在原預算範圍內於 2009 年 3 月開始建設，但仍存在分歧。工作重新開始，線路建設繼續進行。
2009 年 8 月，TIE 開始針對 BSC 財團的項目延誤提起法律訴訟，利斯道、珊域廣場（Shandwick Place）和乾草市場的鋪軌工作被暫停。 據稱 BSC 的工作規範發生了變化，包括王子街的軌道工程和 默萊菲體育場附近地基工程的 500 萬英鎊額外費用。 BSC 財團聲稱 TIE 沒有及時轉移地下公用設施以開始鋪軌，這違反了合同協議並使財團付出了額外的人員支出。
2010 年 1 月，獨立仲裁員在某些點上裁定 TIE 勝訴，但在大多數有爭議的問題上裁定 BSC 勝訴，並授予財團 90% 的額外費用，估計高達 8000 萬英鎊。
軌道鋪設和車輛段建設的延誤影響了車輛測試。2009 年 9 月，據報導施工進度比計劃晚了 9 個月，CAF 將在其西班牙工廠交付第一批有軌電車。 由於關鍵項目的依賴性不同步，TIE 與倫敦交通局就將電車運送到克羅伊登以在倫敦電車網絡上進行運營測試進行了討論。有軌電車測試於 2010 年 3 月在德國韋格貝格的西門子測試軌道上開始.。測試包括重現利斯道的陡峭坡度，並使用重量來模擬默萊菲體育場比賽日預期的乘客重載。

#### 資金危機

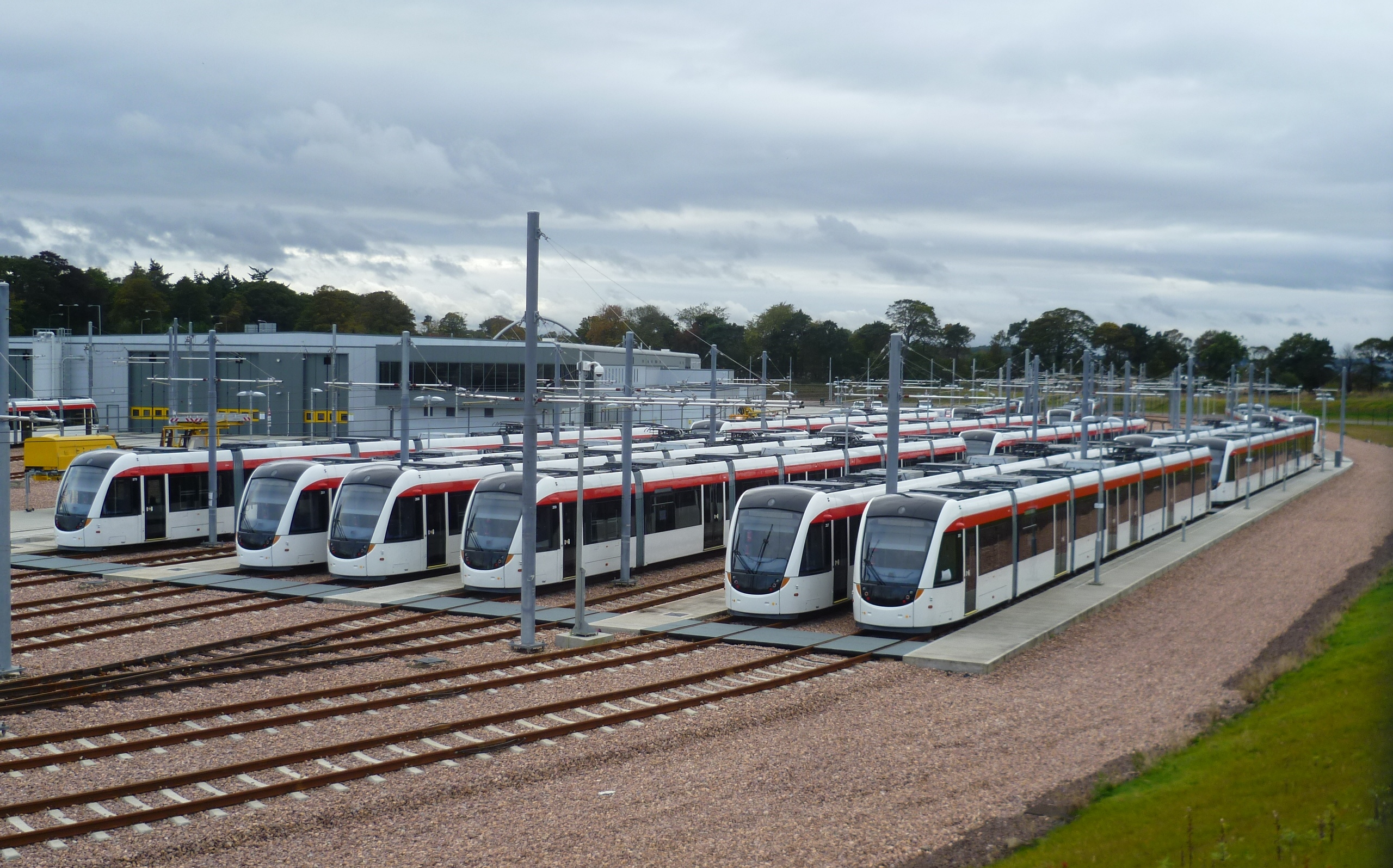
2012年10月時的戈加車廠

在進一步的爭議和延誤之後，2010 年 3 月，愛丁堡委員會正在考慮取消與 Bilfinger Berger 的合同。到 2010 年 6 月，該項目的成本已上升到 6 億英鎊。據報導，市議會項目經理正在進行危機談判，考慮的選項包括： 借款 5500 萬英鎊以資助增加的成本； 分階段引入有軌電車線路，以便有軌電車最初在機場和乾草市場之間運行； 並終止與 Bilfinger Berger 的合同。委員會要求 TIE 制定把電車路線分別縮短至不同地方（乾草市場站、約克廣場、利斯道下段或海運中心商場）情況下的項目預計總成本。
2011 年 5 月，乾草市場貨場和戈加兩地優先復工，而該項目的未來則由委員會決定。 2011 年 8 月，宣布 TIE 將解散，顧問 Turner & Townsend 將管理該項目。
2011 年 6 月 30 日，愛丁堡議會投票決定繼續修建愛丁堡機場和聖安德魯廣場之間的線路。估計成本上升到 7.7 億英鎊，使議會的資金缺口超過 2 億英鎊。 議會曾考慮過放棄該項目，但被拒絕。2011 年 8 月 25 日，委員會投票決定取消興建乾草市場和聖安得魯廣場之間的線路，將預期成本降至 7.15 億英鎊。一周後，在蘇格蘭政府威脅要扣留 7200 萬英鎊的資金後， 委員會改變了決定，恢復以聖安德魯廣場為東端總站。2011年11月29日，宣布東端總站將在約克廣場而不是聖安德魯廣場； 其目的是將軌道修建到約克廣場的一個倒車點（乘客不停車）。 將客運服務從聖安德魯廣場擴展到約克廣場將使布勞頓街、皮卡第廣場和周邊地區能夠以相對較少的額外成本獲得更好的服務。
2011 年 10 月，首條電線在車廠內通電。 電車測試於 2011 年 12 月在車廠附近開始，測試軌道長度為 500 米。2011 年 12 月 15 日，承包商將車廠移交給愛丁堡市議會。
第一個完工的線路位於車廠和愛丁堡機場之間，並已於 2012 年 12 月 19 日用作全速測試電車。
考慮到額外的利息支付，建造首期路線的成本預計將超過 10 億英鎊。

#### 批評

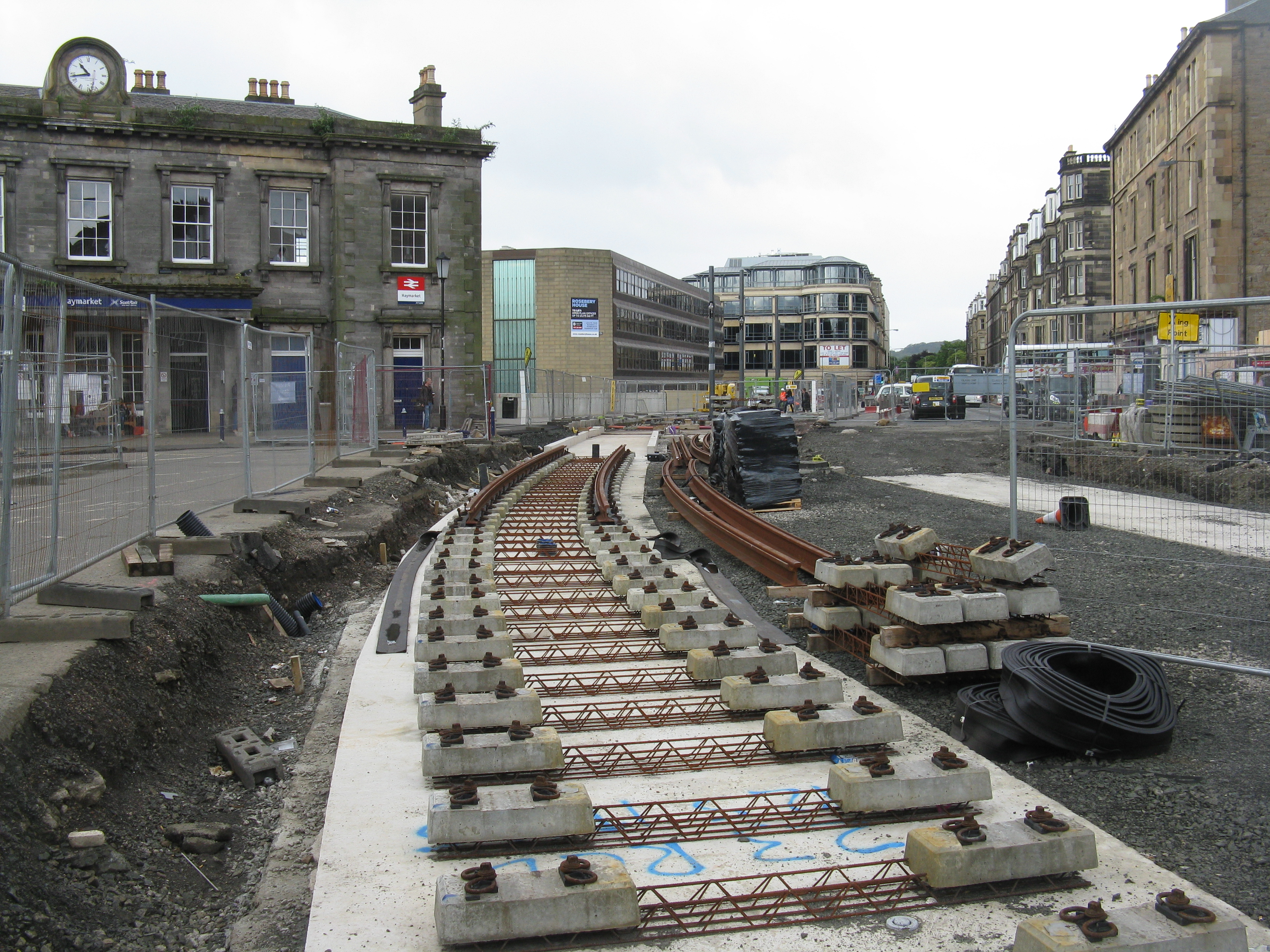
2012年8月時於乾草市場站外的建設工程

施工延誤受到商家和一些居民的批評，他們聲稱他們的收入因市中心的長期道路封閉而受損。
在人們因自行車車輪卡在軌道上而受傷後，自行車團體表達了安全擔憂。 他們報告說，鐵軌周圍的路面正在崩塌，引發了進一步的安全問題。 作為回應，TIE 承諾進行維修，電車公司亦同意資助騎車人的特殊培訓。2017年，一名婦女的自行車車輪被捲入鐵軌，被路過的公共汽車壓死。 沿線的居民對懸掛在住宅樓上的架空電纜提出了進一步的安全擔憂，一些業主拒絕建設公司把電纜連接到其物業上。
為了修復王子街鐵軌上破碎的柏油路，該路於 2011 年 9 月關閉，並持續關閉了十個月。2012 年 3 月，乾草市場和珊域廣場之間的道路封閉導致企業和居民投訴。 它一直關閉到 2013 年 10 月。珊域廣場電車站在開放前應當地商人的要求更名為西區 - 王子街站，他們認為新名稱與市中心有更大的聯繫，並會鼓勵更多遊客到那裡下車。 該站於 2019 年 8 月再次更名為西區站。

### 完工：2013-14
從 2012 年底開始，工程進度基本符合預期。 雖然如此，乾草市場和珊域廣場之間超過 150 米有缺陷的混凝土道床須作更換。2013 年 6 月，市中心路段安裝了架空電線。 這被認為是施工過程中的最後一個主要步驟。
愛丁堡電車最初計劃對老年人和殘疾人收費爆發了爭議。 儘管愛丁堡電車將由洛錫安巴士運營，而洛錫安巴士被授權為所有公交線路上持有優惠卡的人提供免費旅行，但愛丁堡電車最初並不計劃提供車資優惠，即擁有蘇格蘭國家權利卡的人無法免費乘坐電車 。這很快引起城市領導人支持愛丁堡晚報運動，以確保新電車系統提供車資優惠。 城市交通召集人 Lesley Hinds 表示，“愛丁堡的人們已經通過市政稅和電車稅來支付電車的啟動和運行，不允許大部分人使用他們的優惠公交車通行證是錯誤的”。
儘管如此，蘇格蘭政府拒絕像蘇格蘭所有公交線路一樣為愛丁堡電車支付提供車資減免所帶來的費用。 蘇格蘭政府和愛丁堡議會之間的談判最終決定，優惠卡應該對電車旅程有效，但應該由愛丁堡議會而不是蘇格蘭政府支付。2013 年 8 月 15 日，市議會只有持有愛丁堡發行的權利卡的人才能免費使用它們，其旅費將由愛丁堡市議會支付。這種妥協讓洛錫安的許多居民感到不滿，因為他們通勤或旅行時經常需要出入愛丁堡。
2013 年 9 月，工程進度比預期提前了兩個月，當時愛丁堡市議會宣布電車將於 2014 年 5 月啟用。2013 年 10 月 8 日，車廠和愛丁堡公園之間的電車測試展開，所有電車和道路工程則於同年 10 月 19 日完成 。隨後於 11 月 19 日，從 Bankhead 電車站到約克廣場的電車電線通電， 標誌著首期路線第一次完全通電。同年 12 月 5 日全線測試展開。
愛丁堡電車於2014年5月31日啟用。
2014 年 6 月 5 日宣布了一項非法定公開調查，以審查項目的交付情況。隨後，蘇格蘭政府於 2014 年 11 月 7 日將此升級為法定調查，以確保關鍵人員提供證據。

### 從市中心延伸至紐黑文

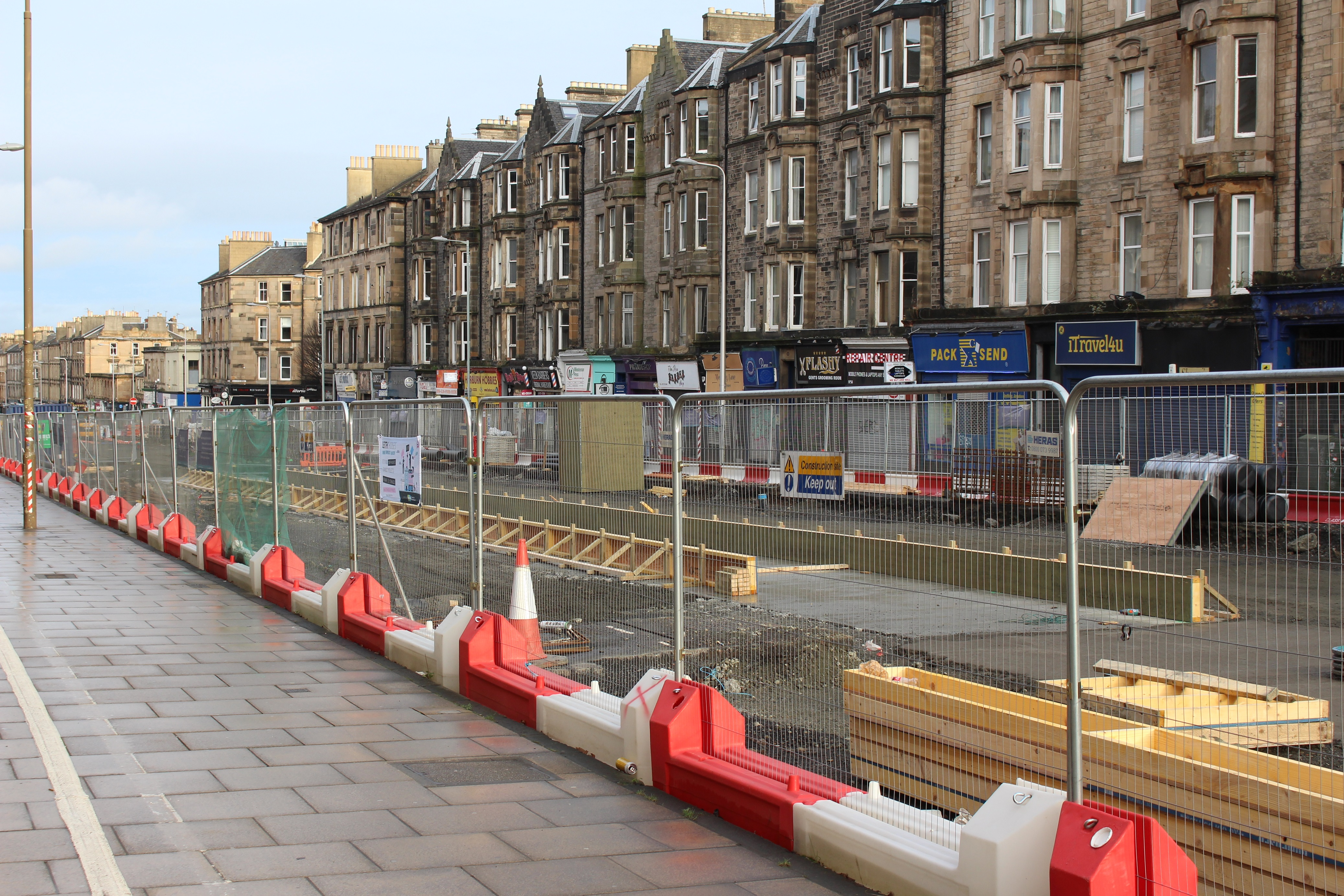
2021年時於利斯道上的建設工程

愛丁堡市議會於 2014 年 3 月 17 日表示，將在利斯道沿線進行工程，為將來可能延長的電車服務做準備。2014 年 12 月，愛丁堡市議會下令為線路延伸至利斯進行詳細商業論證。該委員會在 2015 年 7 月表示，擴展到利斯的三個選項均已進行成本計算，延伸至紐黑文為 1.447 億英鎊，只延伸至海運中心為 1.266 億英鎊，只延伸至利斯道下段則為 7870 萬英鎊。
2017 年，將系統擴展到紐黑文的商業論證獲批 。
2018 年 6 月，時任蘇格蘭國會議員（中洛錫安北和馬瑟爾堡）支持將電車系統擴展到馬瑟爾堡的計劃。
2019 年 3 月，愛丁堡議會批准將該系統從約克廣場擴展到紐黑文，該線路將於 2023 年初投入運營 。憲法街和利斯道的前期工作於 2019 年 11 月開始。由于冠狀病毒大流行，工程於 2020 年 3 月暫停，但於同年 6 月重新開始。
2022 年 2 月，首期路線東端總站約克廣場站永久關閉以進行拆除，以便連接到紐黑文延伸段，該延伸段將約克廣場站搬遷至皮卡第廣場。服務最初在 2022 年 2 月至 2022 年 4 月期間以西區為臨時總站，然後在 2023 年 6 月之前在聖安德魯廣場為臨時總站； 然而，電車仍然跑到約克廣場掉頭。
2023 年 3 月 13 日，在軌道鋪設和架空電力線安裝完成後，電車測試開始在皮卡第廣場和紐黑文之間夜間運行，成為首代電車停運67年以來在利斯運行的第一輛電車。第一輛測試電車以步行速度運行，但後來速度提高到 32 公里/小時。 4月19日白天測試開始，有40名新招募的司機接受培訓。在 2023 年 5 月 25 日發佈公告後，延伸段於 2023 年 6 月 7 日啟用。

## 目前路線

### 走線

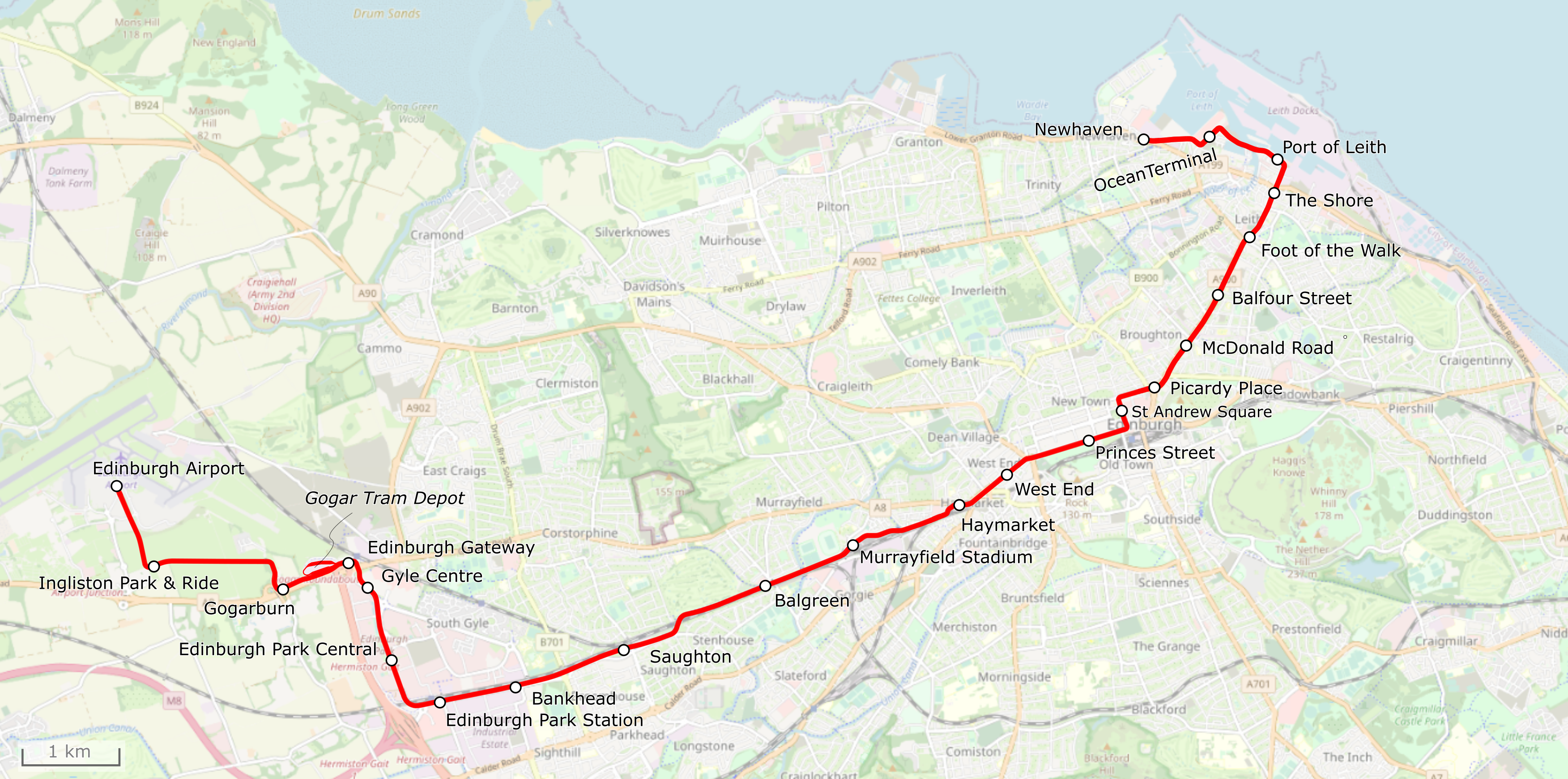
愛丁堡電車路線圖（截至2023年6月）

全長 18.5 公里的單一路線開始在紐黑文的街道上運行，然後通過利斯港到市中心的皮卡第廣場（延伸段開通前為約克廣場）。路線之後轉入北聖安德魯街，穿過聖安德魯廣場。 從廣場出發，它向東南方向進入王子街，然後沿著街道向西通往乾草市場，途徑珊域廣場、阿索爾廣場和西梅特蘭街。在乾草市場，該路線通往與格拉斯哥至愛丁堡主線平行的電車專用軌道。 它沿著鐵路線向西行駛約 6.8 公里，到達愛丁堡公園火車站。 在那裡，它在一條專用軌道上離開鐵路線，向北前往戈加迴旋交匯處，從那裡向西北方向行駛，途經格里斯頓停車換乘處後到達西端總站愛丁堡機場。
2016 年 12 月，蓋爾中心和戈加伯恩電車站之間的戈加地區加設了愛丁堡玄關站。 該站位於法夫環線上的一個新火車站旁邊，成為愛丁堡電車、法夫環線以及愛丁堡到阿伯丁線之間的轉車站。此站開放後，工作人員在這裡換車，而不是在附近的戈加車廠旁邊建造的特殊短站台換車。 因此，增加愛丁堡玄關站並沒有影響機場和約克廣場之間的端到端運行時間。

### 車站
| 車站相片                                     | 車站名稱                               | 位置                                          | 換乘交通                                                            | 鄰近設施/景點                                        | 備註                     |
| -------------------------------------------- | -------------------------------------- | --------------------------------------------- | ------------------------------------------------------------------- | ---------------------------------------------------- | ------------------------ |
|                                              | 紐黑文 Newhaven                        | 55°58′43″N 3°11′06″W / 55.9786°N 3.1849°W     |                                                                     |                                                      |                          |
|                                              | 海運中心 Ocean Terminal                | 55°58′43″N 3°10′38″W / 55.9785°N 3.1772°W     | 洛錫安巴士                                                          | 不列顛尼亞號 海運中心商場                            |                          |
|                                              | 利斯港 Port of Leith                   | 55°58′43″N 3°10′38″W / 55.9785°N 3.1772°W     |                                                                     |                                                      |                          |
|                                              | 海岸 The Shore                         | 55°58′29″N 3°10′16″W / 55.9746°N 3.1712°W     |                                                                     |                                                      |                          |
|                                              | 利斯道尾 Foot of the Walk              | 55°58′13″N 3°10′29″W / 55.9704°N 3.1746°W     |                                                                     |                                                      |                          |
|                                              | 貝爾福街 Balfour Street                | 55°57′39″N 3°11′03″W / 55.9609°N 3.1841°W     |                                                                     |                                                      |                          |
|                                              | 麥當勞道 McDonald Road                 | 55°57′23″N 3°11′29″W / 55.9563°N 3.19127°W    |                                                                     |                                                      |                          |
|                                              | 皮卡第廣場 Picardy Place               | 55°57′25″N 3°11′13″W / 55.95687°N 3.18692°W   | 洛錫安巴士                                                          | 布勞頓 愛丁堡劇場 聖瑪利亞主教座堂                   | 取代了原本的約克廣場總站 |
| Trams at St Andrew Square                    | 聖安得魯廣場 St Andrew Square          | 55°57′15″N 3°11′32″W / 55.9543°N 3.1921°W     | 洛錫安巴士 愛丁堡巴士總站 愛丁堡威瓦利站                            | 聖安得魯廣場 蘇格蘭國立肖像美術館                    |                          |
| Princes Street tram stop                     | 王子街 Princes Street                  | 55°57′07″N 3°11′52″W / 55.951808°N 3.197813°W |                                                                     | 王子街 蘇格蘭皇家學院 蘇格蘭國家畫廊 土丘 皇家一英里 |                          |
| Shandwick Place tram stop                    | 西區 West End                          | 55°56′54″N 3°12′43″W / 55.948423°N 3.211843°W |                                                                     | 珊域廣場 西區 聖馬利亞座堂                           |                          |
| Haymarket station tram stop                  | 乾草市場 Haymarket                     | 55°56′43″N 3°13′07″W / 55.9453°N 3.2187°W     | 洛錫安巴士 蘇格蘭城市連繫（Scottish Citylink，長途巴士） 乾草市場站 | 愛丁堡國際會議中心                                   |                          |
| Murrayfield Stadium tram stop                | 默萊菲體育場 Murrayfield Stadium       | 55°56′31″N 3°14′14″W / 55.941957°N 3.23718°W  |                                                                     | 默萊菲體育場                                         |                          |
| Balgreen tram stop                           | 巴爾格林 Balgreen                      | 55°56′19″N 3°15′04″W / 55.938493°N 3.251132°W |                                                                     | 巴爾格林 愛丁堡動物園 （約 1,300 米）                |                          |
| Saughton tram stop                           | 索頓 Saughton                          | 55°55′57″N 3°16′30″W / 55.932484°N 3.274907°W |                                                                     | 索頓                                                 |                          |
| Bankhead tram stop                           | 班赫 Bankhead                          | 55°55′43″N 3°17′37″W / 55.928718°N 3.293474°W |                                                                     | 愛丁堡納皮爾大學（Sighthill校區） 南蓋爾             |                          |
| Edinburgh Park Station tram stop             | 愛丁堡公園站 Edinburgh Park Station    | 55°55′39″N 3°18′28″W / 55.9276°N 3.3077°W     | 愛丁堡公園站                                                        | 赫米斯頓蓋特購物園（Hermiston Gait Retail Park）     |                          |
| Edinburgh Park Central tram stop             | 愛丁堡公園中央 Edinburgh Park Central  | 55°55′51″N 3°18′51″W / 55.930966°N 3.314143°W |                                                                     | 愛丁堡公園                                           |                          |
| Tram stop at The Gyle                        | 蓋爾 Gyle Centre                       | 55°56′18″N 3°19′06″W / 55.938301°N 3.318375°W |                                                                     | 蓋爾購物中心                                         |                          |
| Edinburgh Gateway Tram Stop from the station | 愛丁堡玄關 Edinburgh Gateway           | 55°56′28″N 3°19′12″W / 55.941°N 3.320°W       | 愛丁堡玄關站                                                        | 鐵路轉乘站（往法夫）                                 |                          |
| Edinburgh tram at Gogarburn                  | 戈加伯恩 Gogarburn                     | 55°56′18″N 3°19′50″W / 55.938196°N 3.330665°W |                                                                     | 蘇格蘭皇家銀行及其母公司國民西敏集團總部             |                          |
| Ingliston Park & Ride tram stop              | 格里斯頓停車換乘 Ingliston Park & Ride | 55°56′25″N 3°21′15″W / 55.9404°N 3.3542°W     | 洛錫安巴士                                                          | 格里斯頓停車換乘處 皇家高地中心                      |                          |
| Edinburgh Airport tram stop                  | 愛丁堡機場 Edinburgh Airport           | 55°56′53″N 3°21′40″W / 55.947992°N 3.36113°W  | 愛丁堡機場                                                          |                                                      |                          |

### 班次及車程
服務時間為 05:00 至午夜，每週 7 天，每 7 至 10 分鐘一班（週日每 7 分鐘一班的時間比其他日子短）。 從市中心到機場的行車時間約為 30 至 35 分鐘。節日期間，電車的服務時間會在周五和周六晚上延長。 在默里菲爾德體育場賽事前後，班次通常會加密至每 3 分鐘一班。

## 車資及收費系統

### 車資架構
愛丁堡電車與洛錫安巴士使用同一票務和票價系統。電車使用信用乘車方式。 市區內的單程票價與洛錫安巴士相同（2 英鎊，自 2023 年 4 月 1 日起生效）； 日票和 Ridacards 在電車和公共汽車上同樣有效。 作為例外，從市區到機場的單程電車票價為 7.50 英鎊，而公共汽車為 5.50 英鎊。
“Ridacard”是愛丁堡交通局發行的智能卡季票； 它在愛丁堡電車和洛錫安巴士上均有效（一周、四周或每年有效）。 2014 年 9 月 1 日，推出了一種名為“Citysmart”的可增值預付智能卡，適用於公共汽車和電車的單程旅行。
免費旅行適用於愛丁堡市議會頒發的有資格享受優惠旅行的蘇格蘭國家權利卡的持有人，以及與國家權利卡持卡人一起旅行並具有同伴權利的同伴。 持有符合優惠旅行條件但由其他地方當局簽發的國家權利卡的乘客不享受任何票價優惠，但盲人或視障持卡人除外。
未預先購票或在登車前未驗證 Ridacard、國家權利卡或移動票的乘客會被收取 10 英鎊的“車上票價”。

### 售票機
應洛錫安巴士的要求，愛丁堡電車於 2007 年開始在主要巴士站安裝 30 台售票機。乘客必須在上車前購買車票，減少了列車停留時間，但這些機器不受用戶歡迎，並於 2011 年報廢。電車公司曾考慮安裝類似的路邊售票機，並於 2014 年初在每個電車站安裝了先進的新售票機（能讀取智能卡及接受信用卡/借帳卡）。 新售票機是由 Flowbird Transport Ltd.提供的 Galexio-Plus 型。 售票機不接受紙幣或找零。 卡交易的最低消費最初是 3 英鎊，這比單張車票的費用還多 。在客戶投訴和負面媒體評論之後，最低支出於 2019 年 9 月被取消。

## 外部連結
- 官方网站
- Video footage of Edinburgh Trams undergoing tests in Germany (BBC News Reporting Scotland, 4 March 2010)
- Auditor Generals Report on Tram Scheme （页面存档备份，存于） June 2007
- Edinburgh Tram (Line One) Bill Committee
- Edinburgh Tram (Line Two) Bill Committee
- Edinburgh Tram (Line One) Act 2006 （页面存档备份，存于）
- Edinburgh Tram (Line Two) Act 2006 （页面存档备份，存于）
- Tram trouble （页面存档备份，存于）